# Plesiotrygon
Plesiotrygon es un género de peces de agua dulce de la familia Potamotrygonidae e integrado por 2 especies, las que habitan en aguas cálidas de los trópicos de América del Sur, y son denominadas comúnmente rayas de río de cola larga. La especie que alcanza mayor longitud (Plesiotrygon iwamae) llega a los 65 cm de largo total.

## Distribución
Son nativas del centro-norte de América del Sur, viviendo en ríos de la Cuenca amazónica, la que drena hacia el océano Atlántico. Se encuentran en la alta y baja cuenca del río Amazonas, desde el Perú y Ecuador hasta Belém, en Brasil, con capturas en los ríos Ucayali, Napo, Solimões, Amazonas y Pará.

## Descripción
Posee una forma semicircular, con la superficie superior cubierta de dentículos (escamas con puntas como dientes). La característica más destacada del género Plesiotrygon es que su cola, esbelta y con forma de látigo aunque moderadamente gruesa en la base, es mucho más larga que la longitud del disco, particularidad que le otorga su nombre común. El disco es ligeramente más largo que ancho y cubre la mayor parte de las aletas pélvicas, aunque menos que en otros géneros de la familia. También se diferencia de estos en que están ausentes los pliegues membranosos de piel que reemplazan a las aletas dorsal y caudal. 
Al igual que en Paratrygon, en Plesiotrygon los ojos son pequeños y poco sobresalientes, lo que lo diferencia de Potamotrygon en el cual los ojos son moderadamente grandes y sobresalientes. 
Grandes ejemplares de Plesiotrygon puede llegar a tener más de 60 filas de dientes en cada maxilar. 
El aguijón caudal con que estos peces realizan la picadura es una columna dentada —derivación dérmica rígida— que se encuentra en la superficie dorsal de la cola, y que contiene pequeñas estrías laterales dirigidas hacia su base, y remata en una punta distal aguda. Al igual que lo que ocurre con el de Potamotrygon, este aguijón está bien desarrollado y situado en la cola más hacia atrás, lo que lo diferencia del aguijón de Paratrygon que es reducido y situado más cerca de la base de la cola. El aguijón contiene ranuras longitudinales para transportar por ellas el veneno producido en unas glándulas especiales situadas en su base. Este aguijón se usa continuamente, es decir, no es sustituido.

## Costumbres
Dieta
Se alimenta de pequeños siluriformes, insectos y crustáceos decápodos, y es parasitado por cestodos y nematodos.
Reproducción
Al ser especies ovovivíparas, el macho copula a la hembra introduciendo en la cloaca uno de los dos pterigópodos y sujetándola con la boca. La hembra lleva los huevos en su vientre durante 2 meses aproximadamente, y los embriones en desarrollo se alimentan de leche uterina. Suelen nacer menos de una docena de pequeñas crías, las que después de 24 horas deberán comenzar a alimentarse por sí solas.

## Relación con los humanos
Utilidad y comercio
Generalmente no se consumen como alimento, pero se comercializan en las tiendas de acuarismo. 
Peligrosidad
Acostumbran a situarse en el fondo arenoso de corrientes poco profundas, lo que las torna peligrosas para los seres humanos pues, al igual que otros componentes de su familia, tienen un aguijón caudal venenoso, el cual le otorga a estos peces que sean de los más temidos de su ecosistema; sin embargo, son peligrosas sólo si son pisadas.

## Taxonomía

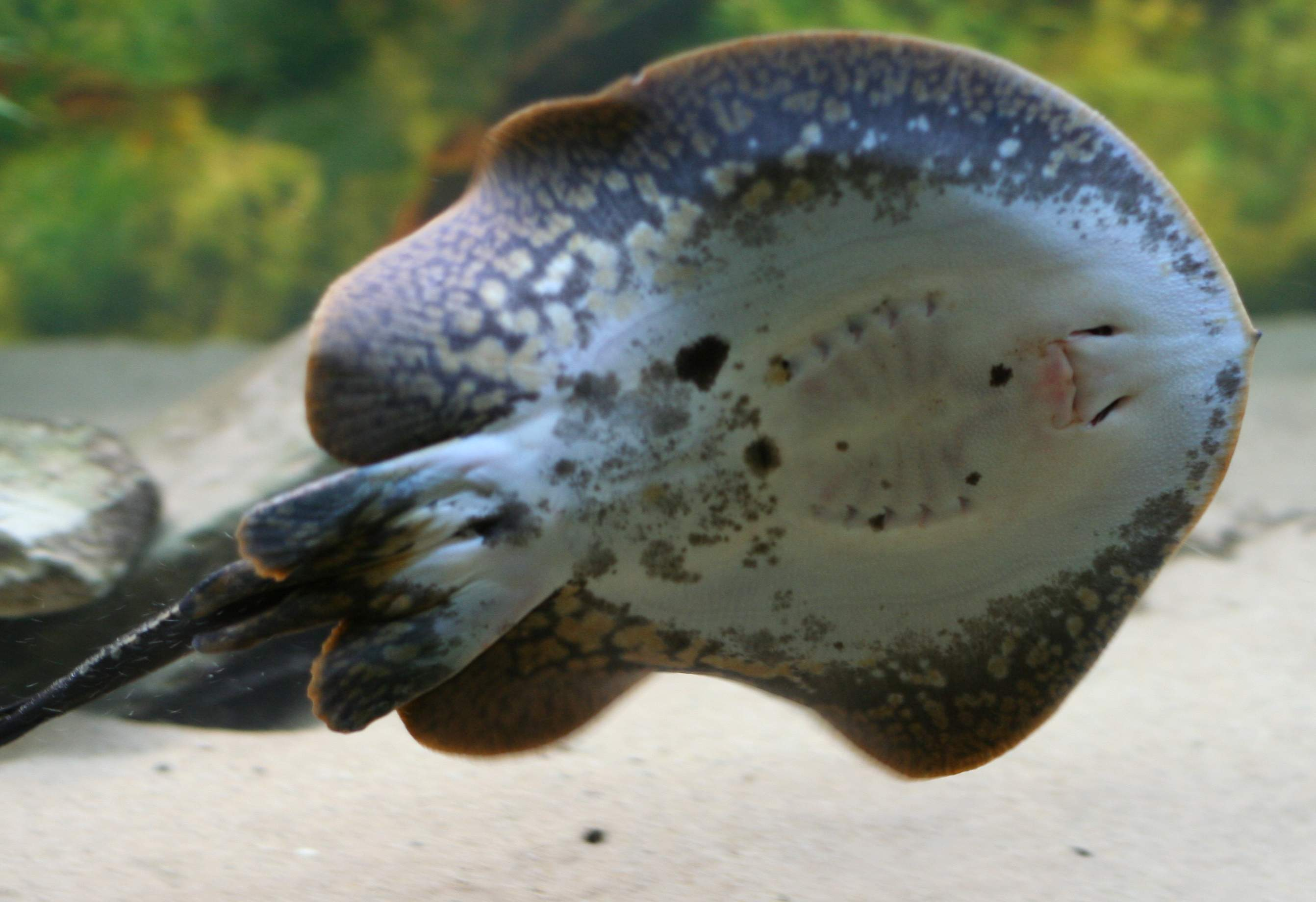
Raya de río de cola larga

Este género fue descrito originalmente en el año 1987 al describirse su especie tipo: Plesiotrygon iwamae, por los ictiólogos Ricardo S. Rosa; Hugo P. Castello y Thomas B. Thorson.
Hasta 2011 se lo creyó un género monotípico, pero en dicho año se descubrió en la Amazonia peruana una segunda especie: Plesiotrygon nana.
Especies
Está integrado por 2 especies:
- Plesiotrygon iwamae Rosa, Castello & Thorson, 1987. Raya de río de cola larga
- Plesiotrygon nana Carvalho & Ragno, 2011

## Etimología
Etimológicamente el nombre genérico Plesiotrygon se construye con palabras del idioma griego, en donde: plesios significa 'cerca' y trygon es el nombre general de los peces raya.